# Il senso della vita
Il senso della vita è un programma televisivo italiano di genere talk show, ideato da Paolo Bonolis, Michele Afferrante e Filippo Mauceri. 

## Il programma
Il programma, condotto ed ideato da Bonolis stesso assieme a Luca Laurenti, trattava le storie e le interviste di vari personaggi, famosi e non, ed era ispirato a piccoli spezzoni di film voluti da Bonolis a Ciao Darwin, Domenica in e al Festival di Sanremo 2005. È andato in onda su Canale 5 in seconda serata dal 24 novembre 2005 al 26 maggio 2008 riscontrando un buon successo di pubblico e di critica, ed è stato riproposto dal 27 marzo al 15 maggio 2011 in prima serata la domenica.
In occasione nella presentazione dei palinsesti Mediaset 2017/2018 Bonolis dichiarò che il programma sarebbe stato riproposto in prima serata su Italia 1, ma nel 2021 in un'intervista dichiarò che il programma non aveva futuro per tornare in onda. 
In occasione della presentazione dei palinsesti Mediaset 2025/2026 si è parlato che il programma sarebbe tornato in seconda serata su Canale 5. 

## Storia

### Edizioni
| Edizione | Periodo           | Periodo        | Puntate | Conduzione                    | Regia               | Studio di messa in onda                                     |
| Edizione | Inizio            | Fine           | Puntate | Conduzione                    | Regia               | Studio di messa in onda                                     |
| -------- | ----------------- | -------------- | ------- | ----------------------------- | ------------------- | ----------------------------------------------------------- |
| 1ª       | 24 novembre 2005  | 7 marzo 2006   | 16      | Paolo Bonolis e Luca Laurenti | Maurizio Spagliardi | Teatro 2 degli STUDIOS (Studi Televisivi De Paolis) di Roma |
| 2ª       | 28 settembre 2006 | 31 marzo 2007  | 25      | Paolo Bonolis e Luca Laurenti | Maurizio Spagliardi | Teatro 2 degli STUDIOS (Studi Televisivi De Paolis) di Roma |
| 3ª       | 2 marzo 2008      | 26 maggio 2008 | 12      | Paolo Bonolis e Luca Laurenti | Maurizio Spagliardi | Teatro 15 di Cinecittà a Roma                               |
| 4ª       | 27 marzo 2011     | 23 maggio 2011 | 9       | Paolo Bonolis e Luca Laurenti | Stefano Vicario     | Teatro 2 degli STUDIOS (Studi Televisivi De Paolis) di Roma |

### Prima edizione (2005/2006)
La trasmissione nasce il 24 novembre 2005,, in seconda serata con la conduzione di Paolo Bonolis e Luca Laurenti e con le partecipazioni di Flavio Oreglio, il monologhista catartico, il duo comico Massimo Olcese e Adolfo Margiotta, che interpretano due uomini primitivi, Stefano Di Battista Jazz Quintet e Nicky Nicolai.
La sigla del programma è un video con la musica di Un senso di Vasco Rossi e le immagini di Hitler, Stalin, la Strage di Capaci, l'urlo di Munch, Papa Giovanni XXIII, Gandhi e Chaplin e con un breve spezzone di un film che anticipa il tema della puntata. Gli ospiti sono invitati a parlare del tema della puntata, a volte in solitario col conduttore, mentre altre volte al centro di una discussione. Il momento centrale del programma è la fotointervista, in cui l'ospite principale deve commentare immagini di varia natura che passano sullo schermo, senza intervento del conduttore. In queste discussioni la domanda finale è sempre la stessa: «Qual è il senso della vita?». Viene inoltre proposta la classifica dei 10 motivi per cui vale la pena vivere (ispirata all'omonima rubrica del settimanale Cuore), votati dal pubblico mediante SMS o internet. Durante il programma, l'orchestra di Stefano Di Battista suona alcune canzoni con la voce di Luca Laurenti. La trasmissione nella seconda puntata ha ospitato per via telefonica Stanley Williams, prima che questi venisse giustiziato.
Ospiti delle fotointerviste sono stati: Michele Placido, l'allora sindaco di Roma Walter Veltroni, Renato Zero, Gianfranco Funari (quella puntata fece il record di ascolti), Gigi D'Alessio, Franco Califano, Enrico Mentana, Vittorio Sgarbi, l'allora Presidente del Consiglio e candidato premier Silvio Berlusconi, Claudio Bisio, Don Luigi Ciotti e nell'ultima puntata, per la seconda volta su Canale 5, Roberto Benigni.
| Puntata | Messa in onda    | Ospiti | Telespettatori | Share  | Fonte                |
| ------- | ---------------- | --- | -------------- | ------ | -------------------- |
| 1       | 24 novembre 2005 | Michele Placido, Massimo Fini e Rosario Sorrentino (neurologo) | 1 687 000      | 20,66% | [ 5 ] [ 6 ]          |
| 2       | 1º dicembre 2005 | Stanley Williams (al telefono), Walter Veltroni, padre Gonzalo Miranda (decano della facoltà di bioetica dell’Università Cattolica del Sacro Cuore), Rosario Sorrentino (neurologo) e Gore Vidal                                                  | 1 415 000      | 16,76% | [ 7 ] [ 8 ] [ 9 ]    |
| 3       | 8 dicembre 2005  | Renato Zero, Irene Pivetti, Vittorio Sgarbi, Rosario Sorrentino (neurologo) e Paolo Anibaldi (chirurgo) | 1 607 000      | 21,74% | [ 10 ] [ 11 ]        |
| 4       | 15 dicembre 2005 | Gianfranco Funari, Rosario Sorrentino (neurologo), Chiara Visentin (ragazza che ha sofferto di anoressia) e Margherita Ferrari (psicologa specializzata in disturbi alimentari)                                                                   | 2 423 000      | 31,59% | [ 12 ] [ 13 ] [ 14 ] |
| 5       | 22 dicembre 2005 | Emil Maratu (ragazzo rumeno che ha salvato una donna buttatasi nel Tevere), Flavio Bucci, la famiglia Calò (famiglia con 14 figli), i bambini Angelica ed Emanuele, Rosario Sorrentino (neurologo) e Walther Stieger (autista di Luis Durnwalder) | 2 062 000      | 28,23% | [ 15 ] [ 16 ] [ 17 ] |
| 6       | 29 dicembre 2005 | Gigi D'Alessio, Rosario Sorrentino (neurologo), Maya Alispaic (ragazza bosniaca affetta da istiocitosi), Tony Scott, Danilo Rea e Massimo Fini | 1 647 000      | 20,48% | [ 18 ] [ 19 ] [ 20 ] |
| 7       | 5 gennaio 2006   | Franco Califano, Federico Zampaglione, Francesco Aglio (ragazzo affetto da sindrome di Down), Silvano Agosti e Woody Allen | 1 858 000      | 21,14% | [ 21 ] [ 22 ] [ 23 ] |
| 8       | 12 gennaio 2006  | Enrico Mentana, Loredana Rosati (sensitiva), Rita Cutolo (guaritrice), Giuliana Conforto (astrofisica) e Francesco Grianti (ingegnere nucleare, autore del saggio Pensiero sul rapporto tra Dio e l'uomo)                                         | 1 390 000      | 18,71% | [ 24 ] [ 25 ] [ 26 ] |
| 9       | 17 gennaio 2006  | Vittorio Sgarbi, le famiglie Emili e Olivetti (famiglie composte da nonna, madre e figlia), Fabio Canino, Fabiana Tozzi (transessuale) e Aldo Felice (primario di chirurgia plastica e ricostruttiva dell'ospedale San Camillo-Forlanini)         | 1 574 000      | 20,00% | [ 27 ] [ 28 ] [ 29 ] |
| 10      | 24 gennaio 2006  | Silvio Berlusconi | 1 521 000      | 21,91% | [ 30 ]               |
| 11      | 31 gennaio 2006  | – | –              | –      | –                    |
| 12      | 7 febbraio 2006  | – | –              | –      | –                    |
| 13      | 14 febbraio 2006 | Roberto Benigni | 1 046 000      | 16,53% | [ 31 ]               |

### Seconda edizione (2006/2007)
Nella seconda edizione il programma è andato in onda nella seconda serata del giovedì dal 28 settembre al 21 dicembre 2006 e poi del sabato dal 13 gennaio al 31 marzo 2007. In questa edizione alcune puntate sono state trasmesse in diretta con la possibilità per i telespettatori di intervenire per telefono o tramite il forum della trasmissione.
In ogni puntata vi era uno spazio dedicato a dei ragazzi maturandi chiamato Linea di confine e le classifiche dei 10 motivi per ... sono diverse puntata per puntata.
Ospiti della fotointervista furono: Sandra Milo, Franco Zeffirelli, Raoul Bova, Laura Pausini, Christian De Sica, Mara Venier, Ale & Franz, Claudio Baglioni, Loretta Goggi, Lino Banfi, Gianni Morandi, Gianfranco Funari, Mario Monicelli, Gigi Proietti, Alessandra Mussolini, Aldo Busi, Will Smith, Claudio Amendola, Renzo Arbore, Raffaella Carrà, Nino D'Angelo, Silvio Muccino e Lorenzo Cherubini.

### Terza edizione (2008)
Nel 2008 il programma è andato in onda la domenica sera dalle 22:30, ed andante in onda dal Teatro 15 di Cinecittà in Roma. È stata introdotta la rubrica La Prima volta, per raccontare le prime esperienze della gente comune.
Nella prima puntata Bonolis ha intervistato Gianfranco Scancarello, autore televisivo coinvolto nel caso di pedofilia a Rignano Flaminio.
L'ultima puntata è andata in onda il 26 maggio 2008 su Italia 1 in prima serata con la fotointervista a Michelle Hunziker e come ospiti: Negramaro, Marco Materazzi, Le Vibrazioni, Beppe Fiorello e Andrea Rivera.
Ospiti delle fotointerviste furono: Maria De Filippi (che nell'ultima puntata fece riscontrare il record di ascolti), Flavio Briatore, Fabrizio Del Noce, Tinto Brass, Enrico Montesano, Francesco Renga e Ambra Angiolini, Lorella Cuccarini, i Pooh, Piero Chiambretti, Luca Laurenti e Giorgio Panariello.
| Puntata  | Messa in onda  | Telespettatori | Share  |
| -------- | -------------- | -------------- | ------ |
| 1        | 2 marzo 2008   | 3 284 000      | 22,33% |
| 2        | 9 marzo 2008   | 2 896 000      | 20,44% |
| 3        | 16 marzo 2008  | 2 176 000      | 18,41% |
| 4        | 23 marzo 2008  | 3 216 000      | 20,54% |
| 5        | 30 marzo 2008  | 2 930 000      | 19,83% |
| 6        | 6 aprile 2008  | 2 156 000      | 16,05% |
| 7        | 13 aprile 2008 | 2 155 000      | 16,04% |
| 8        | 20 aprile 2008 | 1 956 000      | 14,57% |
| 9        | 27 aprile 2008 | 1 383 000      | 24,51% |
| 10       | 4 maggio 2008  | 2 672 000      | 21,73% |
| 11       | 11 maggio 2008 | 1 856 000      | 33,19% |
| Speciale | 26 maggio 2008 | 2 623 000      | 12,19% |

### Quarta edizione (2011)
Nel 2011 il format, a distanza di tre anni, è stato riproposto in prima serata su Canale 5.
Ospiti delle fotointerviste sono stati: Roberto Vecchioni (nella 9ª puntata, "Il senso della vita Extra", in seconda serata), Riccardo Scamarcio, Antonella Clerici, Alfonso Signorini, Luciano Ligabue, Stefano Accorsi, Pierfrancesco Favino, Claudio Santamaria, Enrico Brignano, Giorgio Pasotti e Simona Ventura. Ospite fisso è stato il matematico Piergiorgio Odifreddi, che rispondeva a storici quesiti esistenziali attraverso ragionamenti matematici. Le parentesi musicali sono state invece curate dallo Stefano Di Battista Jazz Quintet, accompagnato dalle quindici componenti femminili di un'orchestra fiato e archi.
Questa quarta edizione è stata caratterizzata, oltre che dalle tradizionali "classifiche" con Luca Laurenti, anche da alcuni cortometraggi del fumettista italiano Bruno Bozzetto e da frammenti di riflessione su importanti tematiche della società contemporanea (quali il nucleare, la privatizzazione dell'acqua, il consumismo, il profitto capitalistico, la disoccupazione, le energie rinnovabili, la povertà) contro molti degli schemi e delle convenzioni sociali, economiche e politiche del nostro presente, tratte dai documentari della serie Zeitgeist - Spirito del tempo del regista statunitense Peter Joseph e nate da una collaborazione con il Movimento Zeitgeist italiano.
| Puntata | Messa in onda  | Ospiti | Telespettatori | Share  |
| ------- | -------------- | --- | -------------- | ------ |
| 1       | 27 marzo 2011  | Christian De Sica, Marina Midei, Luciano Ligabue, William Kamkwamba, Pinuccio Lovero, Walter Bonatti                                                  | 3 704 000      | 16,56% |
| 2       | 3 aprile 2011  | Gigi Proietti, Ewa Mayer, Claudio Santamaria, Pierfrancesco Favino, Stefano Accorsi, Giorgio Pasotti, Massimo Polidoro, Vincenzo Cerami               | 2 486 000      | 11,90% |
| 3       | 10 aprile 2011 | Flavio Insinna, Chiara Del Miglio, Simona Ventura, Giovanni Antonio Lettieri, Monica Micheli Panozzo, Mario Tozzi                                     | 2 571 000      | 12,36% |
| 4       | 17 aprile 2011 | Stefano D'Orazio, Daniele De Rossi, Enrico Brignano, Birke Baehr, Matthew Fox, Paola Poliseno, Erri De Luca                                           | 2 673 000      | 12,87% |
| 5       | 24 aprile 2011 | Luca e Paolo, Andrea Cocco, Sergio Castellitto, Don Giacomo Panizza, Gianni Golfera                                                                   | 3 125 000      | 15,73% |
| 6       | 1º maggio 2011 | Nicola Savino, Francesco Benigno, Alfonso Signorini, Sarah Kaminsky, Giovanni Antonio Lettieri, Milo Manara                                           | 3 316 000      | 15,39% |
| 7       | 8 maggio 2011  | Claudio Baglioni, Clemente Mimun, Antonella Clerici, Thomas Thwaites, Bettina Zagnoli                                                                 | 2 834 000      | 13,86% |
| 8       | 15 maggio 2011 | Michael Pritchard, Roberto D'Agostino, Giuliano Sangiorgi, Riccardo Scamarcio, Marco Cesati Cassin, Amoreena Winkler, Francesco Tesei, Richard Benson | 2 570 000      | 12,16% |
| Extra   | 23 maggio 2011 | Remo Bodei, Jane Poynter, Roberto Vecchioni, Igor Salomone                                                                                            | 1 144 000      | 12,28% |